# Arenicolides grubii
Arenicolides grubii is een borstelworm uit de familie Arenicolidae.
De wetenschappelijke naam van de soort werd in 1868 gepubliceerd door Claparède.